# Пан Вэй
Пан Вэй (кит. 庞伟, род. 19 июля 1986 года в Баодине, Хэбэй) — китайский стрелок из пистолета, член национальной сборной Китая (с 2005 года). Двукратный олимпийский чемпион (2008 и 2020), многократный чемпион мира и Азии, победитель Азиатских игр. Специализируется в стрельбе из пневматического пистолета с дистанции 10 метров и стрельбе из пистолета с дистанции 50 метров.
В 2009 году женился на двукратной олимпийской чемпионке в стрельбе из винтовки Ду Ли.